# Huish (North Devon)
Huish – osada w Anglii, w Devon. Huish jest wspomniane w Domesday Book (1086) jako Torsewis.